# 自行车盗窃

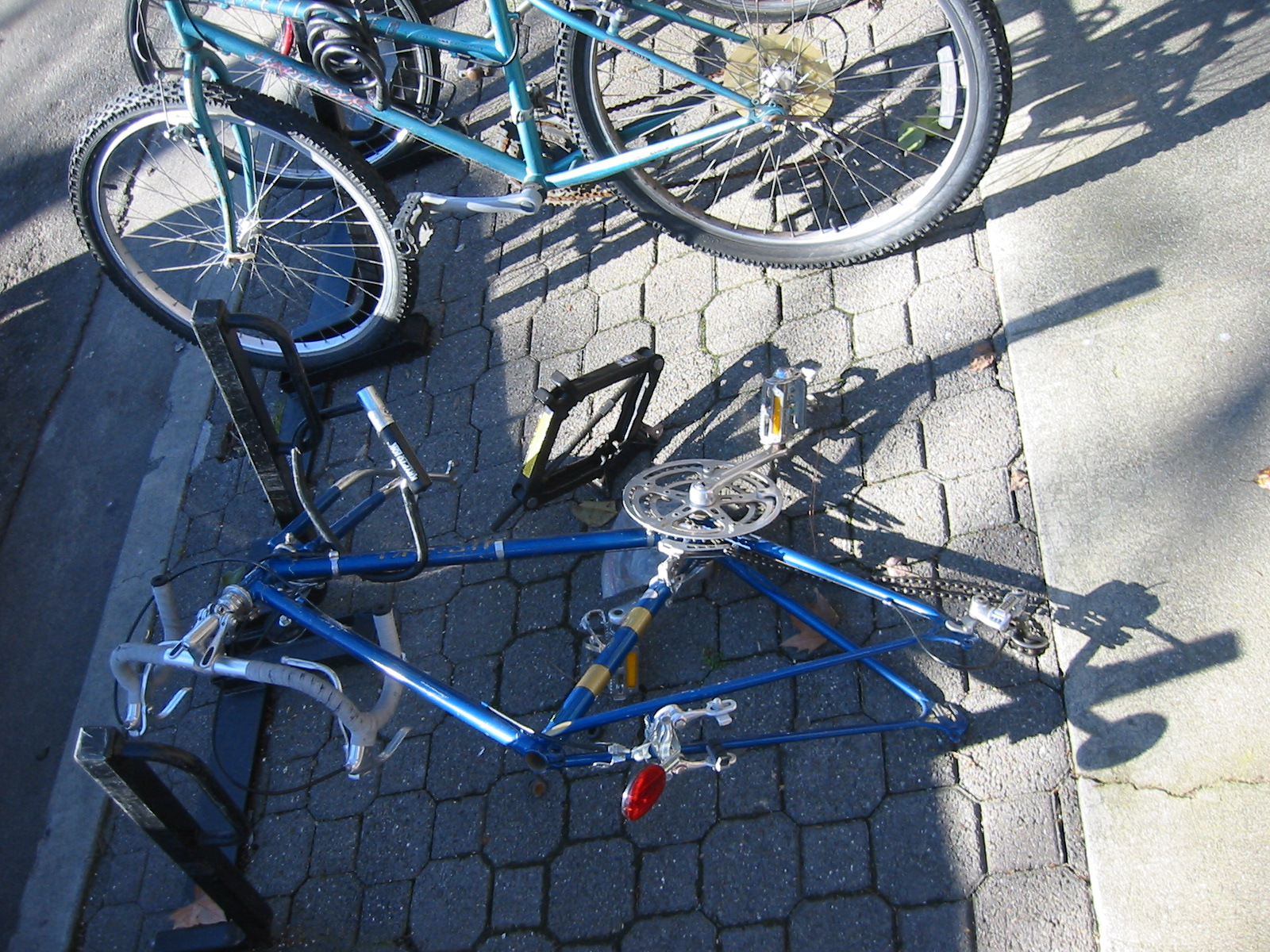
美国加利福尼亚州戴维斯市发生一起自行车盗窃未遂案，盗窃者试图用千斤頂撬开U型锁

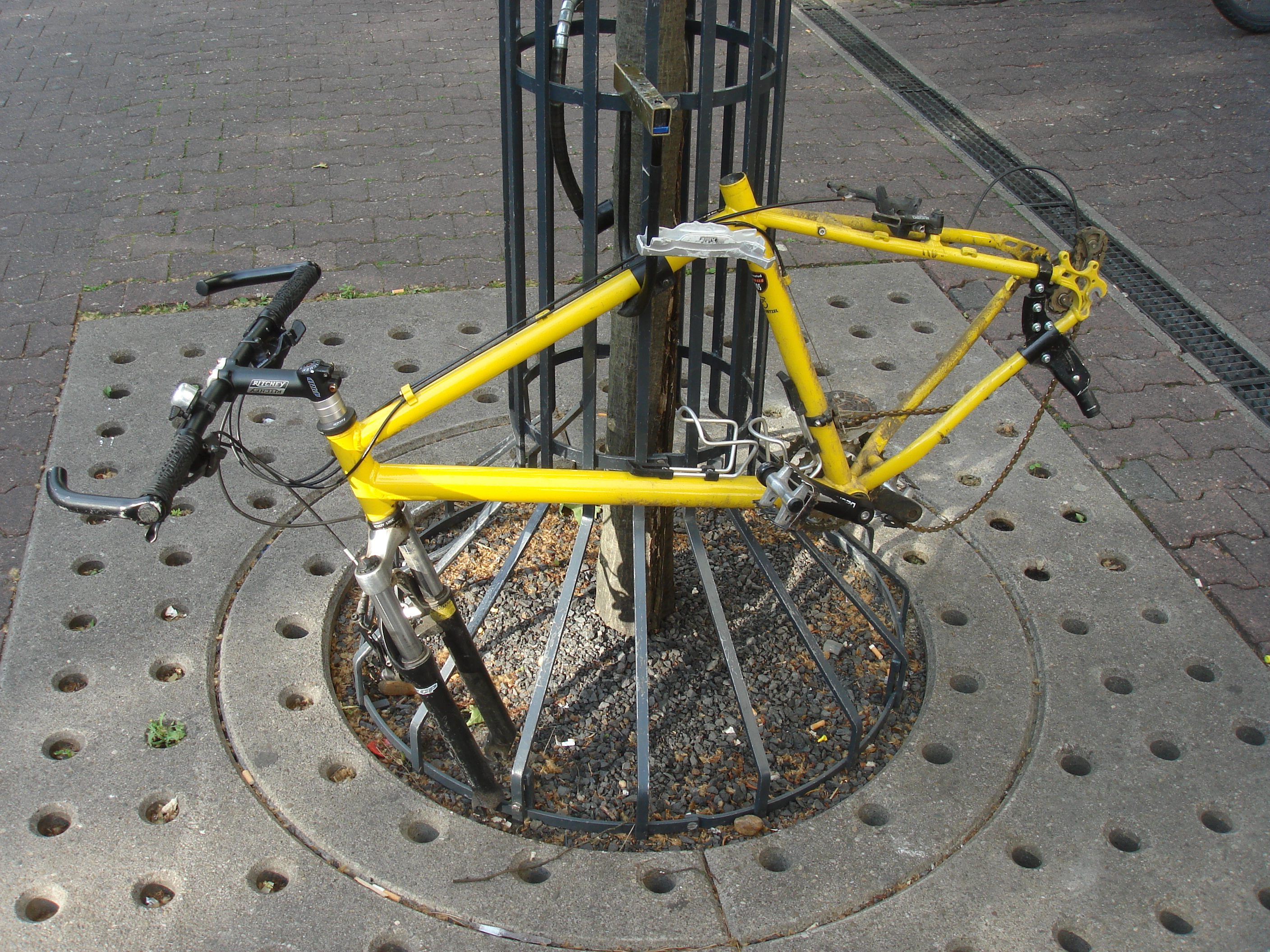
被偷得只剩车架的自行车

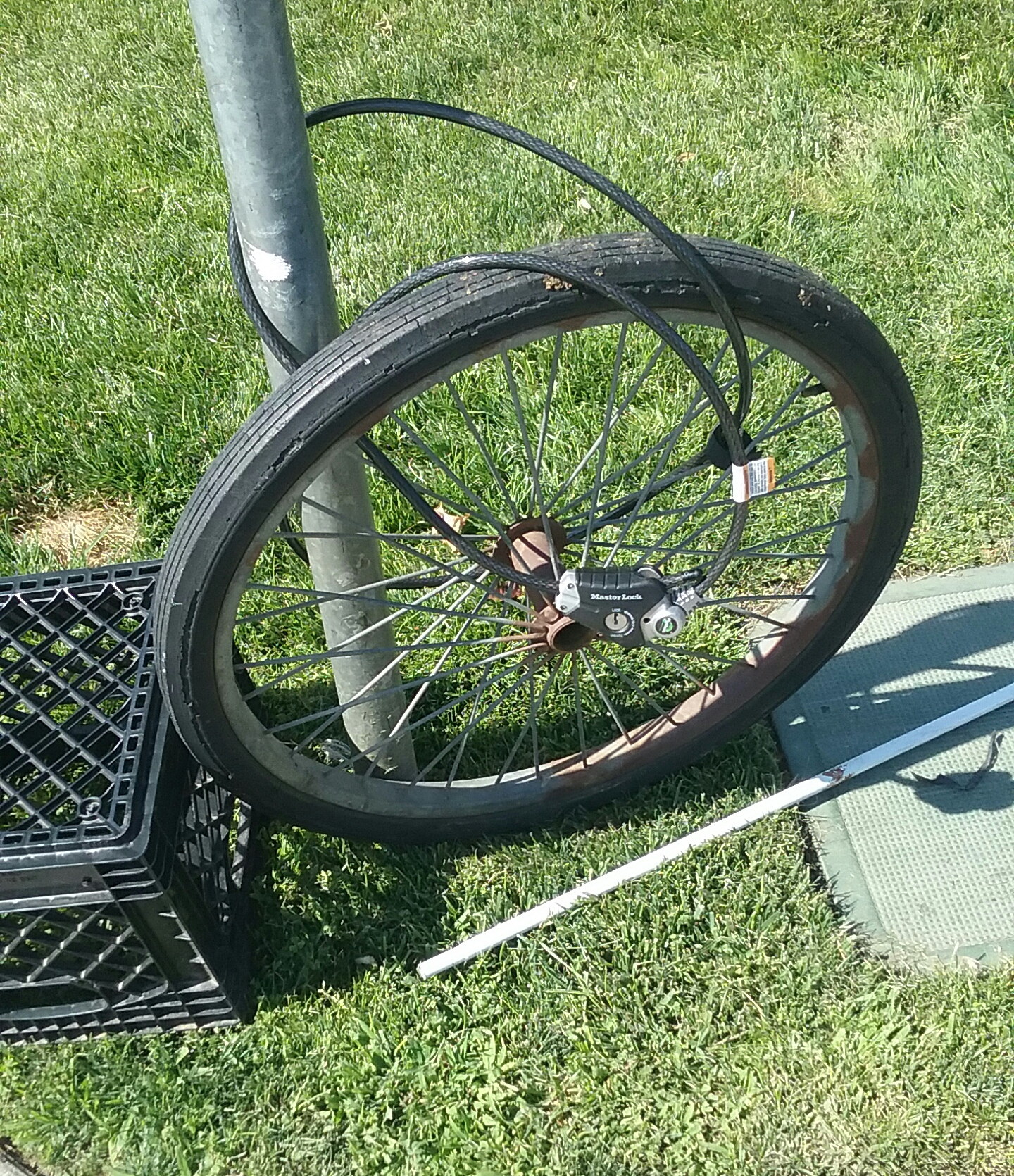
美国加利福尼亚州弗雷斯诺市河滨公园购物中心的停车场，一只自行车轮仍锁在停车标志杆上，显然是有人将车身从车轮上卸下来并偷走

自行车盗窃是指盗窃自行車或其零部件的犯罪行为。由于自行车转手相对容易，二手市场也很大，这对药物成瘾者等需要快钱的人很有吸引力，因此自行车盗窃是一种常见的犯罪行为。尽管自行车锁市场很发达，但据估计每年仍有数百万辆自行车被盗。

## 防范
自行车盗窃常发于人口密集地区和大学校园中。据科羅拉多大學博爾德分校警察局称，大多数自行车盗窃案都因自行车未上锁、未正确上锁或是使用细缆锁、劣质U型锁等锁具而发。应使用坚固的U型锁，将自行车锁在坚固的结构上，且不要将自行车停放在一个地方太久。

各类自行车锁
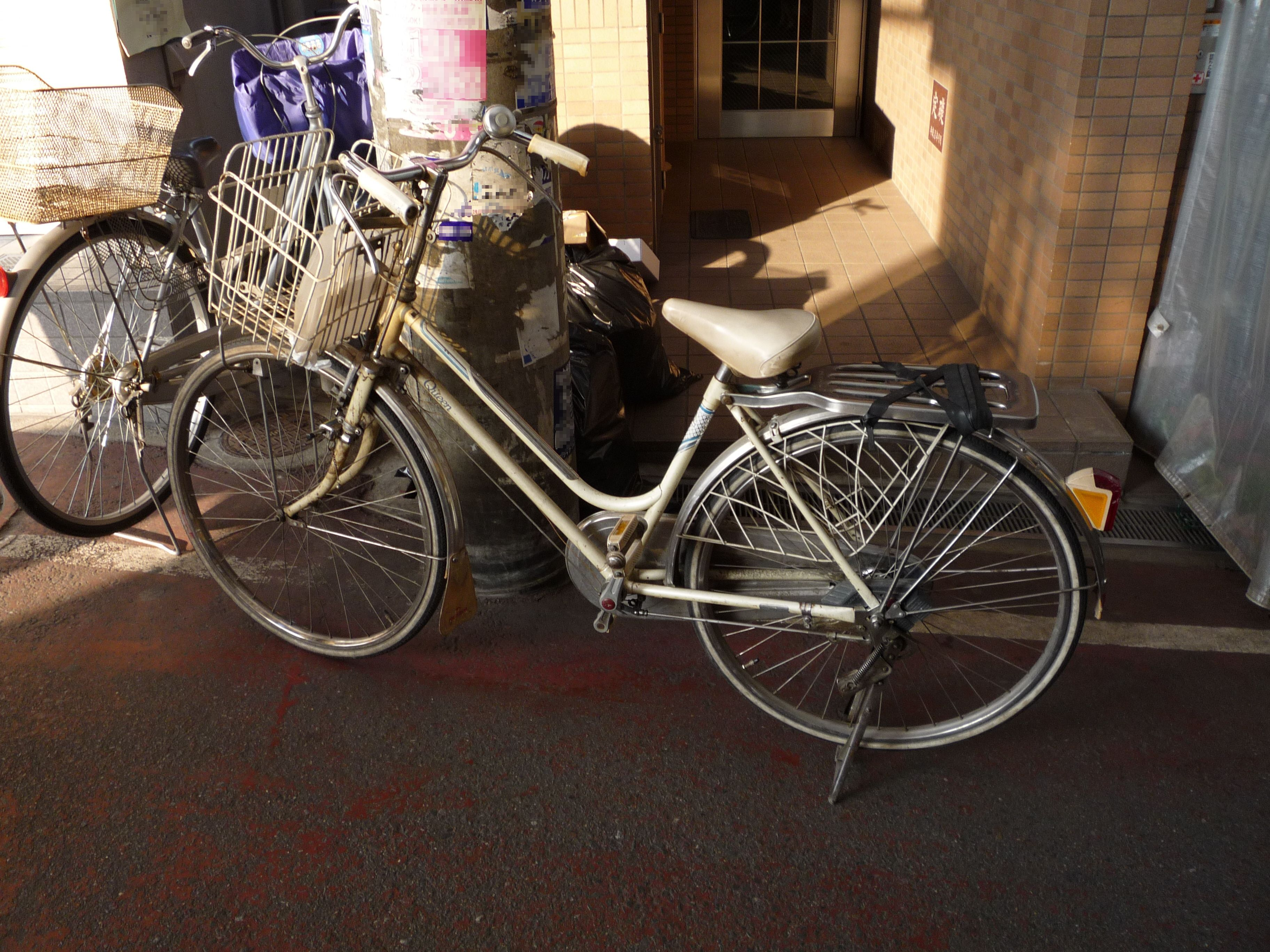
装有前叉锁的自行车
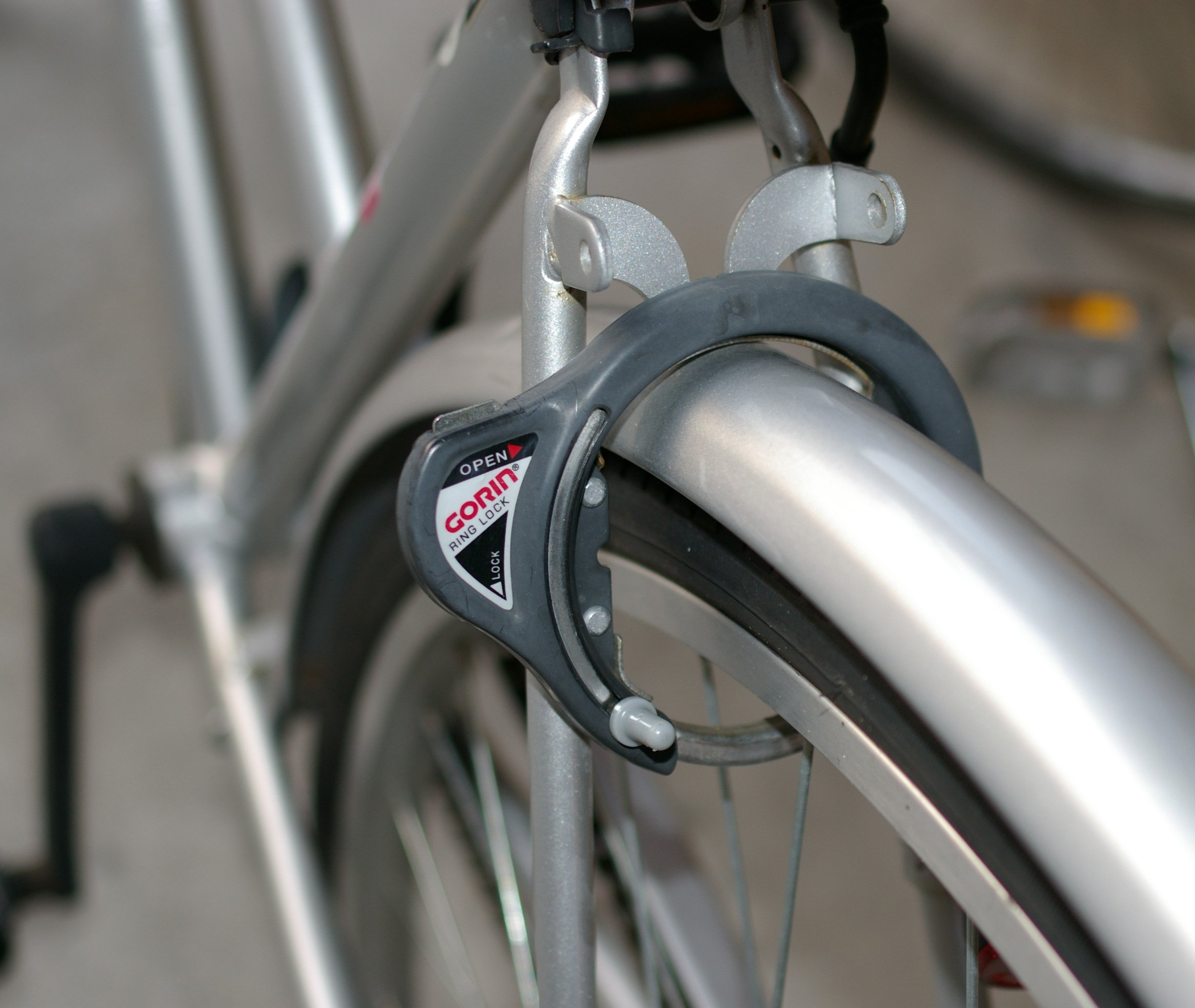
自行车后轮的安全锁
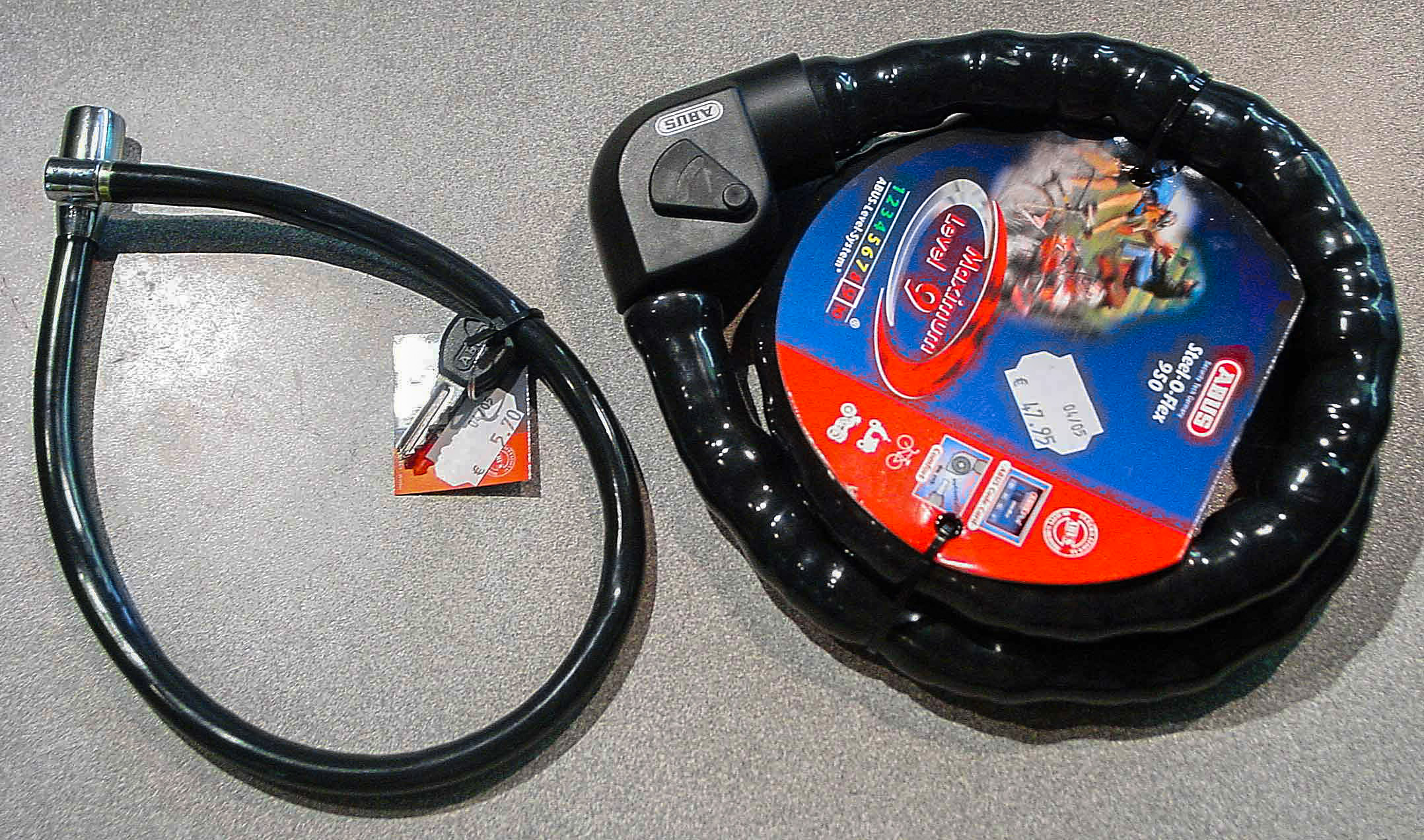
粗细两款钢缆锁
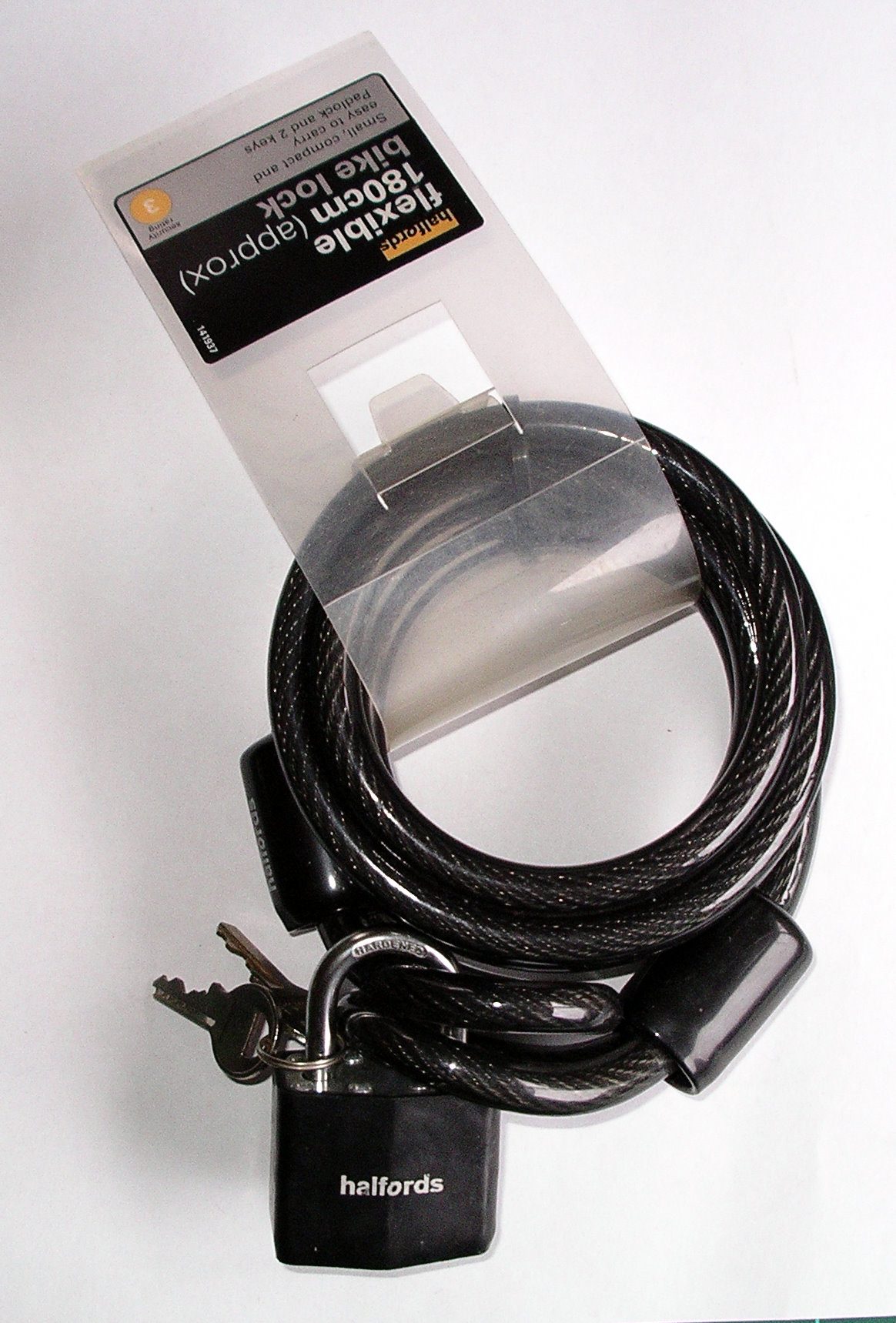
钢缆锁与挂锁
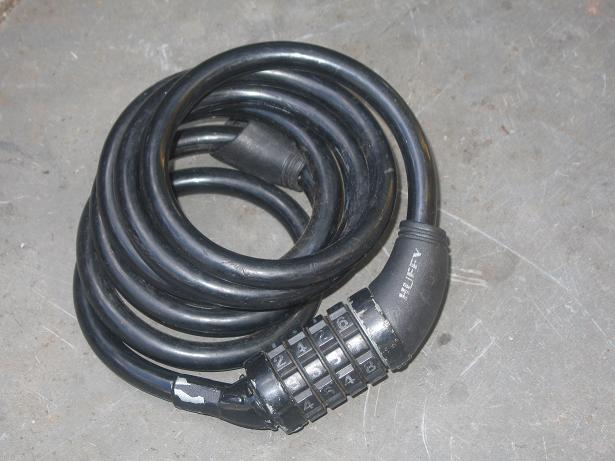
带密码的钢缆锁
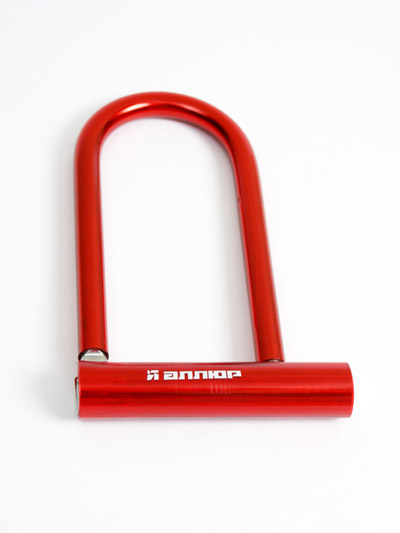
U型锁